# Нареченски бани
Нарèченски бани е село в Южна България. То се намира в община Асеновград, област Пловдив. Един от най-известните балнеолечебни курорти в България. В него живеят 602 души по настоящ адрес към 15.9.2023 г. според ГРАО.

## География
Нареченски бани се намира на 24 km югозападно от Асеновград, на 42 km южно от Пловдив и на 28 km северно от Чепеларе. Разположено е в Средните Родопи, в планинска местност около река Чая, на Републикански път II-86 Пловдив – Смолян.

## История
Първите заселници в района се появяват в началото на VI век. На 9 km южно от Нареченски бани, в областта Ропката, от север пристигат славяни от племето рупци. На тях се нарича името на тази област – Рупчос. Тя влиза в границите на България през IX век. В средата на XIV век е завладяна от Османската империя. В областта Мергеле, на мястото на днешния парк и балнеолечебницата в Нареченски бани, е съществувало селище. То е опожарено изцяло от турците. Населението се спасява на платото високо планината и се укрива на връх Зареница в малка крепост, добре защитена от трите страни с отвесни, гладки и високи скали, на стотици метри над Лютидолската рекичка.
Името на рекичката и местността произтича от легенда. През тъмна нощ защитниците на крепостта я напускат по тайна пътека през скалите. Турците нахлуват в крепостта със силен устрем, не забелязват пропастта и падат в нея. В суматохата българската девойка Зареница, която е в крепостта, за да не бъде заловена от нашествениците, се хвърля от скалите в пропастта и загива. Оттогава върхът е именуван в нейна чест Зареница. Водата на рекичката долу дълго време тече кървава. Труповете на завоевателите се разлагат („влютяват“) и местността се нарича Люти дол.
Терорът върху местното население и непримиримата борба за национално освобождение създават множество легенди, предания и народни песни.
Запазени са само зидове от крепостта Зареница. Местното население се заселва в две малки селища: под връх Зареница и в местността Мергеле. В днешно време от тях са намерени само малки останки. При строежа на санаториума са разкрити много гробове и основите на старинна постройка, в които се е запазила много добре древна пещ за хляб.
Избягалото население се завръща и се заселва отново в Мергеле през XVI век. Селото е освободено от османско владичество през 1878 г. от руски части от казашката бригада с командир генерал Черевин.
Курортът съществува от 1 юли 1891 година, когато е открита първата баня. Отначало е бил част от село Косово, откъдето е повечето от населението му, макар че е два пъти по-близо до другото съседно село Наречен. Впоследствие се разраства и се развива като отделно село. От 1910 г. работи първата баня за обществено балнеолечение. През 1923 г. Нареченските бани вече са позната дестинация за празнични екскурзии и ваканции в България. Първият балнеосанаториум е открит през 1927 г. През 1935 г. е пуснат в експлоатация военен санаториум. Той е обновен през 1941 година, когато Германия построява нова сграда за възстановяване на военните си летци.
С МЗ № 2984, обн. на 07.02.1944 г. се признава населената местност Нареченски бани (от с. Косово) за отделно населено място – с. Нареченски бани. През 1950 г. то е обявено официално за курорт. Построени са редица ведомствени лечебни и почивни бази. С Указ № 757, обн. в ДВ от 08.05.1971 г. се заличава с. Наречен и се присъединява като квартал на с. Нареченски бани. Най-голямо развитие курортът има през 80-те и 90-те години на XX век.

## Минерална вода и туризъм
Минералната вода съдържа радон и е с лечебна радиоактивност. Тя е от няколко източника с аналогичен химичен състав. В 1 литър вода се съдържат: манган – 0,015 mg, олово – 0,038 mg, цинк – 0,024 mg, кадмий – 0,019 mg. Водите са бистри, безцветни, без мирис, с приятен вкус, радонови, силициеви и леко флуорни. Температурата им е от 11 до 29 °С. Повечето от сондираните води са с ниска температура (11 – 18 °С), което ги прави подходящи за пиене. Има три минерални извора в близост до главния път, с температура на водата между 21,5 и 29 °С:
- „Очното изворче“ – 100 емана (370 бекерела за литър). Водата с най-слаба радиоактивност и с най-ниска температура от трите извора – 21,5 °С. Подходяща е за пиене, профилактика и лечение на очни заболявания и венците на зъбите. Намира се в западния край на курорта и е изведена в открити чешми, които са денонощно достъпни. Мястото е традиционно за разходка в курорта. Оттук се разклоняват туристически маршрути за параклис „Св. Никола“ с панорамен изглед към курорта и за с. Косово.[6]
- „Бански извор“ – 400 емана. Основната минерална вода, със средна радиоактивност. Използва се за лечение чрез балнеопроцедури и като питейна в лечебни дози.
- „Соленото изворче“ – 1200 емана, с най-силна радиоактивност и най-малък дебит. Подходяща е за балнеолечение на някои заболявания.

Вода от „Бански извор“ и „Соленото изворче“ е изведена в чешми на открито и в закрито помещение в парка на курорта в близост до центъра.
Общият дебит на водата от трите извора е 300 L в минута или 432 m³ за денонощие. При необходима денонощна доза за лечението на един човек 210 L, с това количеството могат да се лекуват 1200 души за 16 часа в денонощието.
В Нареченски бани се лекуват редица заболявания: на нервната система, сърдечно-съдови, на опорно-двигателния апарат, ендокринно-обменни и др. Минералната вода лекува успешно около 13 сериозни заболявания от основните 4 групи, сред които са хипертония и диабет. Тя е единствената в България, която става за лечение на неврози, депресии, стресови състояния. Работят 3 балнеосанаториума: два държавни – към военното и здравно министерства и 1 частен, както и няколко почивни станции.
Около Нареченски бани има природа с лечебно действие, съчетано с това на минералната вода. Подходяща е за излети и туризъм. В южния край на курорта е дефилето „Люти дол“ с поляна до шосето и реката, оборудвана с беседки и заслони за пикник и детски кът. Има множество екопътеки и туристически маршрути, които започват от минералните чешми в парка – традиционен начален сборен пункт за пешеходен туризъм: Очното изворче, Параклис „Св. Никола“ – Очното изворче, Очното изворче – Косово, по край река Чая до кв. Наречен, Страховото изворче – къмпинг „СБА“, Страховото изворче – Римски мост, Резиденцията – Вишката – Страховото изворче, Кошарите, Дядо-Тодорови кошари, Люти дол – местността „Хонолулу“, Люти дол – скала "Сокол“, Люти дол – плато „Зареница“, Люти дол – „Зареница“ – „Хонолулу“, Люти дол – хижа „Пашалийца“ (през „Хонолулу“ или с. Павелско), Черната скала.

## Забележителности
В района около Нареченски бани се намират много природни и културно-исторически забележителности.
В посока Пловдив на 15 km се намира Бачковският манастир – вторият по големина в България след Рилския, природният резерват „Червената стена“ край Бачково в посока югоизток, водопадът „Сливодолско падало“ (11 km), Асеновата крепост (21 km) и Асеновград. На 34 km югоизточно е Кръстова гора.
В северозападна посока на 6,4 km е старинното село Косово, на 17 km – летовище „Бяла черква“ с Белочерковския манастир, а на 25 km – летовище „Студенец“ с достъп по шосе и от посока Пловдив и Асеновград.
В посока Смолян са скалните феномени Чудните мостове (26 km), Ягодинската пещера (85 km) и Триградското ждрело (86 km), Чепеларе (28 km), проходът Рожен с Националната астрономическа обсерватория (44 km) и Пампорово (39 km).
До повечето забележителности през активния сезон се организират екскурзии.

### Храмове и параклиси
- Храм „Свети Пророк Илия“ – в южната част на селото, построен е през 1929 г.
- Параклис „Свети Никола“ – на хълм в северозападния край на курорта, на туристическа пътека[7]
- Параклис „Св. св. Козма и Дамян“ – в парка пред болница „Света Богородица“, построен е през 2007 г.
- Параклис „Света Богородица“ – вътре в сградата на болница „Света Богородица“
- Параклис на ул. „Панорама“ – северно от военния санаториум (болница „Света Богородица“)[8]
- Параклис „Св. Георги“ в Наречен[9]

## Обществени институции
В селото функционират кметство, поща, Многопрофилна болница за долекуване, профилактика, лечение и рехабилитация „Св. Богородица“ (Военен санаториум), специализирана болница за рехабилитация (СБР, санаториум База 1), балнеосанаториум „Медика-Наречен“, няколко хотела, хотел-ресторант и заведения за хранене с музика, дневни барове, център от семеен тип за настаняване на деца, магазини и и аптека.
В миналото са съществували основно училище „Васил Левски“ и читалище „Христо Ботев“, които престават да функционират и са закрити. Също така в селото не се намират банкомати.

## Други
Ледник Наречен на остров Александър в Антарктика е наименуван в чест на село Нареченски бани.

### Кухня
Предимно кухня от Родопите. Характерни специалитети са пататник, марудник, родопски клин, смилянски фасул, качамак, катми, чеверме, кисело мляко с боров мед.